# العلاقات الساموية السريلانكية
العلاقات الساموية السريلانكية هي العلاقات الثنائية التي تجمع بين ساموا وسريلانكا.

## مقارنة بين البلدين
هذه مقارنة عامة ومرجعية للدولتين:
| وجه المقارنة                                              | ساموا                        | سريلانكا                         |
| --------------------------------------------------------- | ---------------------------- | -------------------------------- |
| المساحة (كم2)                                             | 2.84 ألف                     | 65.61 ألف                        |
| عدد السكان (نسمة)                                         | 196.44 ألف                   | 21.44 مليون                      |
| الكثافة السكانية (ن./كم²)                                 | 69.17                        | 326.78                           |
| العاصمة                                                   | أبيا                         | سري جاياواردنابورا كوتي، كولمبو  |
| اللغة الرسمية                                             | لغة إنجليزية، اللغة الساموية | اللغة السنهالية، اللغة التاميلية |
| العملة                                                    | تالا ساموي                   | روبية سريلانكي                   |
| الناتج المحلي الإجمالي (بليون دولار)                      | 856.63 مليون                 | 87.17 مليار                      |
| الناتج المحلي الإجمالي (تعادل القوة الشرائية) بليون دولار | 1.15 مليار                   | 246.62 مليار                     |
| الناتج المحلي الإجمالي الاسمي للفرد دولار أمريكي          | 3.94 ألف                     | 3.93 ألف                         |
| الناتج المحلي الإجمالي للفرد دولار أمريكي                 | 5.79 ألف                     | 11.11 ألف                        |
| مؤشر التنمية البشرية                                      | 0.702                        | 0.757                            |
| رمز المكالمات الدولي                                      | +685                         | +94                              |
| رمز الإنترنت                                              | .ws                          | .lk،                             |
| المنطقة الزمنية                                           | ت ع م+13:00                  | ت ع م+05:30                      |

## منظمات دولية مشتركة
يشترك البلدان في عضوية مجموعة من المنظمات الدولية، منها:
| علم المنظمة | اسم المنظمة                               | تاريخ انضمام ساموا | تاريخ انضمام سريلانكا |
| ----------- | ----------------------------------------- | ------------------ | --------------------- |
|             | بنك التنمية الآسيوي                       | 1966               | 1966                  |
|             | مؤسسة التنمية الدولية                     | 28 يونيو 1974      | 27 يونيو 1961         |
|             | يونسكو                                    | 3 أبريل 1981       | 14 نوفمبر 1949        |
|             | وكالة ضمان الاستثمار متعدد الأطراف        | 27 سبتمبر 2002     | 27 مايو 1988          |
|             | الأمم المتحدة                             | 15 ديسمبر 1976     | 14 ديسمبر 1955        |
|             | دول الكومنولث                             | ?                  | 1948                  |
|             | الاتحاد البريدي العالمي                   | ?                  | ?                     |
|             | البنك الدولي للإنشاء والتعمير             | 28 يونيو 1974      | 29 أغسطس 1950         |
|             | الاتحاد الدولي للاتصالات                  | 7 أكتوبر 1988      | 1897                  |
|             | منظمة حظر الأسلحة الكيميائية              | ?                  | ?                     |
|             | مؤسسة التمويل الدولية                     | 28 يونيو 1974      | 20 يوليو 1956         |
|             | المركز الدولي لتسوية المنازعات الاستشارية | 25 مايو 1978       | 11 نوفمبر 1967        |
|             | منظمة التجارة العالمية                    | ?                  | ?                     |
|             | منظمة الشرطة الجنائية الدولية             | ?                  | ?                     |

## وصلات خارجية
- موقع وزارة الخارجية السريلانكية